# 安德烈·金巴托夫
安德烈·彼得罗维奇·金巴托夫 （羅馬化：Andrey Petrovich Gimbatov；1979年7月19日—）是俄罗斯政治人物，第八届国家杜马代表。
金巴托夫于2007年开始了他的政治生涯，当时他被任命为伏尔加格勒政府土地资源委员会副主席。随后，他担任伏尔加格勒机械工程技术研究所所长。2016年至2021年，他担任伏尔加格勒州杜马代表。2019年至2021年，他担任伏尔加格勒州杜马第一副主席。自2021年9月起，担任伏尔加格勒州选区第八届国家杜马代表。

## 制裁
金巴托夫于2022年因俄乌战争而受到英国政府制裁。